# Неволен
Неволен (на гръцки: Βαμβακιά, Вамвакия, до 1928 Νεόλιανη, Неволяни) е село в Гърция, дем Сяр (Серес), област Централна Македония със 700 жители (2001).

## География
Селото е разположено в центъра на Сярското поле западно от град Сяр (Серес) и североизточно от Еникьой на 28 метра надморска височина.

## История

### Етимология
Според Йордан Н. Иванов името е жителско име от начално *Неволяне от изчезналото съществително *неволя, запазено в полското wola, село, свободно от данъци, често местно име, сръбското Nevoljane, словашкото Nevol'ne, чешкото Nevolice, сравнимо с руското свобода, свободно селище. Името не е рядко в българската топонимия.

### В Османската империя
През XIX век Неволен е българско село в Сярска каза на Серски санджак. В „Етнография на вилаетите Адрианопол, Монастир и Салоника“, издадена в Константинопол в 1878 година и отразяваща статистиката на населението от 1873 година, Неволен (Névolène) е посочено като село със 102 домакинства със 180 жители българи и 120 мюсюлмани.
В 1891 година Георги Стрезов определя селото като част от Овакол и пише:
| „ | Неолин, чифлик на мнозина, най-голямата част е на Париша, нещо 1/2 част на ЮИ от Чучулигово. Същата почва. Къщи 30, български. | “ |

Според Васил Кънчов („Македония. Етнография и статистика“) към 1900 година в селото живеят 600 души българи християни.
В 1904 година е построена църквата „Свети Антоний“, обновена изцяло в 1955 година.
По данни на секретаря на екзархията Димитър Мишев („La Macédoine et sa Population Chrétienne“) в 1905 година в Неволен (Novolen) има 640 българи патриаршисти гъркомани.

### В Гърция
Селото попада в Гърция след Междусъюзническата война в 1913 година. В 1926 година селото е прекръстено на Вамвакия. Според преброяването от 1928 година Неволен е чисто бежанско село с 85 бежански семейства с 344 души.
| Име      | Име              | Ново име    | Ново име     | Описание                 |
| -------- | ---------------- | ----------- | ------------ | ------------------------ |
| Дермелик | Ντερμελίκι       | Мили        | Μύλοι        | местност на Ю от Неволен |
| Бара     | Μπάρα            | Стенома     | Στένωμα      |                          |
| Селямка  | Σελιάμκα Σελιάμα | Херетисмата | Χαιρετίσματα | местност на С от Неволен |

## Личности
Родени в Неволен
- Тома Бакалов (Томас Вакалис), гръцки агент (трети клас) на гръцка андартска чета в Македония[13]